# Erik Rindom
Erik Christian Rindom (* 16. April 1882 in Kopenhagen; † 26. Januar 1955 in Frederiksberg) war ein dänischer Schriftsteller, Autor und Journalist.

## Leben
Erik Rindom wuchs als eines von acht Kindern des Pfarrers Axel Frederik Rindom (1836–1919) und seiner Frau Vibeke Birch (1857–1929) in Kopenhagen auf. Sein Bruder war der Drehbuchautor und Schauspieler Svend Rindom.
Ab dem Jahr 1900 studierte er Journalismus. Von 1904 an war er als Journalist für konservative Zeitungen in Kopenhagen tätig. Von 1907 bis 1909 arbeitete er für die Vort Land. Von 1909 bis 1916 schrieb er für die Nationalzeitung in Dänemark. Von 1916 bis 1926 war er bei der Berlingske angestellt. Von 1921 bis 1936 war er Mitherausgeber des Gad’s Danish Magazin, welche später zu einer der führenden Kulturzeitschriften des Landes wurde. Von 1926 bis 1947 schrieb er für Politiken. Rindom war auch Mitherausgeber des von Karl Keyer geschriebenen Naturschutz-Lexikons.
Rindom war dreimal verheiratet und hatte aus seinen ersten beiden Ehen drei Töchter. Er starb am 26. Januar 1955 im Alter von 72 Jahren. Er wurde auf dem Søndermark-Friedhof in Frederiksberg beigesetzt.